# Leeuwin-Naturaliste-Nationalpark
Der Leeuwin-Naturaliste-Nationalpark ist ein 156 km² großer Park im Südwesten von Western Australia, Australien.

## Lage
Der Park liegt etwa 270 km südlich von Perth. Über den Bussell Highway und die Caves Road hat man Zugang von den nahe gelegenen Städten Busselton, Margaret River und Augusta.
Der Hügelzug Leeuwin-Naturaliste-Ridge erstreckt sich auf einer Länge von 100 km entlang der Küste des Indischen Ozeans. Sein Name geht auf die beiden, jeweils am entgegengesetzten Ende liegenden, Landzungen zurück: im Süden Cape Leeuwin, das als südwestlichster Punkt des australischen Festlands gilt, und im Norden Cape Naturaliste. Zwischen diesen beiden vorgesetzten Kaps verläuft die Küste beinahe exakt in nord-südlicher Richtung. Der Nationalpark zieht sich fast durchgehend dem gesamten Küstenstreifen entlang, wobei er zum Teil sehr schmal ist, zum Teil bis über zehn Kilometer ins Hinterland sich ausdehnt.

## Park
Schroffe Klippen, Landzungen aus Granit und markante Felsformation wie die Canal Rocks oder der Sugarloaf Rock bestimmen die Küste des Nationalparks. Von verschiedenen Aussichtspunkten können hier Buckelwale und Südkaper  beobachtet werden.
Hauptattraktionen im Park sind jedoch die Höhlen, von den man bis heute über 100 in den Kalksteinklippen entdeckt hat. Ihre Dimensionen reichen von engen Tunneln über Gletschertöpfe bis zu großen Höhlen mit 14 km Länge. In einigen Höhlen werden Führungen angeboten (Jewel Cave, Lake Cave, Mammoth Cave und Moondyne Cave), andere kann man auf eigene Faust erkunden (Calgardup- und Giants Cave).
Weiter im Landesinneren – etwa im Boranup Karri Forest – findet man Bestände von alten, bis zu 60 m hohen Karri- (Eucalyptus diversicolor) und „Jarrah“-Wäldern (Eucalyptus marginata). Der Wald ist, wie man ihn heute vorfindet, etwa 100 Jahre alt. Die Altbestände wurden von der Holzindustrie gerodet, das letzte Sägewerk bei Karridale schloss 1913.
2001 hat das Department of Environment and Conservation den Cape to Cape Track eröffnet, einen 135 km langen Wanderweg entlang der Leeuwin-Naturaliste-Ridge.